# Rebricea
Rebricea je rumunská obec v župě Vaslui, asi 40 km jižně od Jasy. Žije zde přibližně 3 100 obyvatel. Obec se skládá z devíti částí.

## Části obce
- Rebricea – 633 obyvatel
- Bolați – 185 obyvatel
- Crăciunești – 285 obyvatel
- Draxeni – 714 obyvatel
- Măcrești – 70 obyvatel
- Rateșu Cuzei – 403 obyvatel
- Sasova – 230 obyvatel
- Tatomirești – 203 obyvatel
- Tufeștii de Jos – 377 obyvatel